# Diphtongue
 (mai 2008).
Si vous disposez d'ouvrages ou d'articles de référence ou si vous connaissez des sites web de qualité traitant du thème abordé ici, merci de compléter l'article en donnant les références utiles à sa vérifiabilité et en les liant à la section « Notes et références ».
 (avril 2024).
- Si vous ne connaissez pas le sujet, laissez ce bandeau (vous pouvez alors contacter les auteurs).
- Si vous supprimez le contenu mis en cause (vous pouvez préalablement contacter les auteurs),

argumentez précisément cette suppression dans la page de discussion
(un manque de référence n'est pas un argument ; une recherche réelle de référence doit avoir été effectuée, être formellement documentée).
 (avril 2024).

Diagramme phonétique des diphtongues de l'anglais américain illustrées par l'extrait ci-dessus.

Une diphtongue est un type de voyelle dont le point d'articulation et le timbre varient lors de son émission entre une position de départ et une position d'arrivée.
Une diphtongue est comprise dans une seule et même syllabe : elle se distingue par là du hiatus, lequel désigne une succession de deux voyelles appartenant à des syllabes différentes. Elle doit également être distinguée du digramme, qui est une réalité graphique plutôt que phonétique : bien que les diphtongues soient souvent notées orthographiquement par des digrammes, il n'y a pas de rapport obligé entre les deux notions. Par exemple le digramme « au », qui correspondait bien à une diphtongue en latin et en ancien français (prononcée /au/ voire /aw/), n'est plus du tout aujourd'hui en français moderne une diphtongue mais correspond au phonème vocalique simple et stable : /o/.      
Dans certaines langues, on peut trouver également des triphtongues, dont le timbre varie deux fois. Le terme générique de polyphtongue couvre l'ensemble de ces voyelles de timbre variable. Il s'oppose globalement à celui de monophtongue, qui désigne une voyelle de timbre stable tout au long de son émission.

## Étymologie
Le mot provient du grec ancien δίϕθογγος / díphthoggos, littéralement « son double », par son adaptation latine diphthongus. Il est apparu en français dès le XIIIe siècle, sous la forme simplifiée ditonge.

## Problèmes de définition

### Nature phonétique
En réalité, l'analyse phonétique montre qu'il n'y a pas deux ou trois étapes dans les di- ou triphtongues mais que le son varie tout au long de l’articulation (glissement ou glide) et que c'est par ailleurs le cas de tout son produit par le système articulatoire, ne serait-ce qu'au début et à la fin de son articulation. Il n'y a pas forcément de ligne absolument tranchée entre une vraie monophtongue et une vraie diphtongue mais on peut bien distinguer en général des voyelles typiquement stables (monophtongues) et d'autres plus typiquement variables (polyphtongues).

### Statut phonologique
C'est l'inventaire phonétique d'une langue qui donne une liste de ses phones, indépendamment de leurs notations conventionnelles. À partir de ce premier inventaire on peut rechercher la liste de ses phonèmes. Cet examen phonématique se fait par la méthode des paires minimales, qui consiste à essayer des permutations minimales de sons permettant d'obtenir de nouveaux mots, et à établir ainsi les oppositions pertinentes dans la langue envisagée. Deux chercheurs indépendants doivent normalement par cette méthode établir une liste identique des phonèmes, mais certains phénomènes peuvent compliquer cette recherche.
L'inventaire des phonèmes n'est normalement pas gêné par l'existence d'allophones, facilement réunis en un seul phonème ; par contre, il est connu que l'existence d'archiphonèmes (plusieurs phonèmes paraissant distincts dans certains contextes et identiques dans d'autres) peut effectivement gêner le comptage. De même les diphtongues dans une langue risquent d'être interprétées comme des suites de deux phones, donc de deux phonèmes (notamment si leurs points de départ et d'arrivée existent en tant que monophtongues dans la même langue) à moins qu'il existe des allophones monophtongues et d'autres diphtongues du même phonème dans différents dialectes.
Étant donné que la notion de phonème, en pratique, est couramment utilisée aussi bien par des phonéticiens que par des phonologues, un conflit sur le nombre de ceux-ci dans une langue pourra surgir entre ces deux disciplines. Un tel conflit pourrait être résolu par l'adoption de la théorie la plus « économique » ou encore par le recours à des disciplines parallèles comme la morphologie.
En pratique, que ce soit en phonologie ou en phonétique, les diphtongues sont rarement prises comme exemples dans les oppositions et peu souvent intégrées dans les tableaux des voyelles. Elles s'y opposeraient pourtant aux autres voyelles par leur seul caractère de diphtongues (une dimension souvent non prise en compte dans les tableaux qu'affectent les phonéticiens) et pourraient ensuite être classées dans un tableau à double entrée en fonction de leur point de départ et d'arrivée. Il existe apparemment peu d'exemples pédagogiques de la caractérisation d'une diphtongue par la méthode des paires minimales, en quelque langue que ce soit.

### Diphtongues et hiatus
Une diphtongue (ou triphtongue) doit être distinguée d'une séquence de deux (ou trois) voyelles en hiatus. La différence se reflète au niveau de la division en syllabes : une diphtongue constitue un seul noyau syllabique, tandis qu'une séquence de voyelles constitue autant de noyaux et de syllabes différentes.
Dans certaines langues, cette différence permet de constituer des paires minimales qui ne se distinguent que par la division syllabique. Exemple en espagnol : diphtongue hay ['ai] « il y a » ~ hiatus ahí [a.'i] « là ».
Toutefois, l'hiatus est une position phonétiquement fragile qui peut évoluer historiquement en diphtongue de coalescence par abolition de la division syllabique entre ses composantes. Par exemple, le vieil irlandais différenciait les mots fíach « dette » (avec diphtongue) et fïach « corbeau » (avec hiatus). Cette distinction est conservée en gaélique écossais qui contraste toujours fiach [ˈfʲiəx] « dette » (avec diphtongue) et fitheach [ˈfʲi.əx] « corbeau » (avec hiatus indiqué par le digramme th utilisé de manière non étymologique). Elle a disparu en revanche en irlandais moderne en faveur d'une prononciation unique en diphtongue [ˈfʲiəx], aboutissant à une homophonie entre les deux mots. C'est aussi le cas en mannois, où les deux homophones s'écrivent feeagh pour une prononciation similaire.

### Diphtongues, digrammes et fausses diphtongues
La diphtongue est un phénomène relevant de la phonologie ou de la phonétique ; elle s'identifie dans le langage parlé et indépendamment de la transcription graphique choisie. Il convient de la distinguer du digramme, l'enchaînement de deux lettres-voyelles, qui relève uniquement de l'écrit. Le rapport de l'oral à l'écrit étant affaire de convention, un digramme peut transcrire une diphtongue, mais aussi bien une monophtongue. C'est fréquemment le cas en français moderne : par exemple, dans faute, le digramme au note la même monophtongue [o] que la lettre simple o dans mot. On parle alors parfois de fausse diphtongue.
À l'opposé, une lettre simple peut très bien transcrire une diphtongue dans certaines langues, par exemple fréquemment en anglais. Ainsi dans les mots anglais gale et past, la lettre a note une diphtongue dans le premier mot et une monophtongue dans le second.
L'existence des fausses diphtongues provient souvent de la simplification historique d'une diphtongue vraie en une monophtongue (monophtongaison), sans que l'orthographe ne soit modifiée pour tenir compte de l'évolution phonétique. Le français au en est un exemple : il notait la diphtongue [au] en ancien français, devenue [o] ou plus rarement [ɔ] en français moderne.
Le digramme utilisé pour noter une fausse diphtongue issue d'une monophtongaison peut ensuite être étendu à des cas où la voyelle, historiquement, n'a jamais été une diphtongue. C'est par exemple le cas du grec ancien, où le digramme ει transcrivait au départ la diphtongue [ei̯], qui s'est ensuite monophtonguée en voyelle longue [eː]. Un cas d'école est la paire de verbes εἶμι « je vais » / εἰμί « je suis » , qui proviennent respectivement du proto-indo-européen *h₁éimi / *h₁ésmi : dans le premier cas, la voyelle longue provient d'une diphtongue plus ancienne, mais dans le second, elle résulte de l'allongement compensatoire de la voyelle brève [e] à la suite de l'amuïssement de la consonne [s]. La différence d'origine reste perceptible dans l'accentuation différente de ces deux verbes.
Les fausses diphtongues peuvent parfois gêner la compréhension d'une langue, notamment lorsqu'elles coexistent avec de vraies diphtongues. C'est notamment le cas en gotique, où la combinaison ai peut se lire soit [ɛ], soit [ɛː] (fausses diphtongues), soit [ai̯] (diphtongue vraie). Pour les distinguer, on peut ainsi avoir recours à des diacritiques, respectivement aí, ai et ái en transcription.
Dans d'autres cas, l'emploi d'un digramme pour noter une monophtongue est une simple commodité, permettant de distinguer un plus grand nombre de voyelles que les signes de base de l'écriture utilisée ne l'auraient permis, sans impliquer par là l'existence antérieure d'une diphtongue. C'est par exemple le cas du néerlandais oe qui note aujourd'hui la voyelle [uː], issue d'un [o:] simple en vieux néerlandais.

## Notation

### Phonétique

Diagramme phonétique des diphtongues de l'allemand.

En notation phonétique – représentée conventionnellement entre crochets [] – les diphtongues sont notées dans l'alphabet phonétique international (API) par deux lettres, compte tenu de leur nature dynamique :
- la première représente la qualité initiale du son (timbre-source) ;
- la seconde la qualité finale de celui-ci (timbre-cible).

Chacune des deux qualités étant un phone voyelle ou semi-voyelle.
Pour clarifier la nature de diphtongue et la différencier de l'hiatus, l'élément secondaire (le moins audible) peut être distingué par une brève inversée souscrite qui indique la nature non syllabique d'un segment, ou par une mise en exposant. Avant la Convention de Kiel en 1989, on utilisait plutôt la brève, mais cet usage est obsolète, ce signe indiquant aujourd'hui une voyelle extra-brève.
| au            | au̯                                     | aᵘ                     | aŭ                             |
| Digramme seul | Digramme avec brève inversée souscrite | Digramme avec exposant | Digramme avec brève (obsolète) |

Une autre possibilité est de préciser la division syllabique par des points, en distinguant ainsi la diphtongue [au] de l'hiatus [a.u].
Sur un diagramme phonétique des voyelles, une diphtongue est représentée par une flèche entre le son au début et le son à la fin de cette réalisation. Une triphtongue est représentée par une flèche coudée passant par un troisième son intermédiaire.

### Phonologique
En notation phonologique – représentée conventionnellement entre barres obliques // – un conflit surgit entre :
- le souci de simplicité : ressembler le plus possible à l'écriture phonétique et ne pas avoir à introduire des signes spéciaux ;
- le souci de rigueur, tout phonème devant normalement être représenté par un graphème unique.

Cette question est rarement évoquée dans la littérature scientifique. Une solution serait peut-être d'utiliser des ligatures de lettres (comme œ, æ, etc.) pour représenter les diphtongues, ce qui est possible en utilisant des logiciels spécialisés mais pas les traitements de texte courants. En pratique, l'usage de digrammes domine.

## Types de diphtongue
On peut relever de très nombreuses possibilités de diphtongues. Il est d'usage de les classer selon les rapports entretenus par le timbre de la position de départ et celui de la position d'arrivée. Deux classements sont couramment employés :
- selon la phonétique articulatoire, par l'évolution du degré d'aperture au cours de l'émission : on distingue alors des diphtongues fermantes, ouvrantes, centralisantes et harmoniques ;
- selon la phonétique auditive, selon que la première ou la seconde partie de la diphtongue est la plus perceptible : on distingue alors des diphtongues descendantes et ascendantes.

Ces deux dimensions ne varient pas de manière entièrement indépendante. Il existe aussi les termes de diphtongues croissantes et décroissantes, susceptibles de diverses interprétations selon les auteurs.

### Fermante

Diphtongues fermantes du néerlandais de Belgique.

Une diphtongue est dite fermante quand son degré d'aperture décroît au cours de son émission : la position de départ est relativement plus ouverte, la position d'arrivée relativement plus fermée. On parle également de diphtongue centrifuge Exemples :
- allemand : Bein ['baɪn] « jambe », Haus ['haʊs] « maison », neu ['nɔʏ] « neuf, nouveau »
- anglais : day ['deɪ] « jour », night ['naɪt] « nuit », joy ['d͡ʒɔɪ], coat ['kəʊt] ou ['koʊt] « manteau », house ['haʊs] « maison »
- néerlandais : vijf ['ʋɛɪf], zout ['zɑʊ̯t] « sel », huis ['hœʏs] « maison », haai ['ɦaːɪ] « requin », mooi ['moːɪ] « joli, bien », leeuw ['leːʊ̯] « lion »
- espagnol : hay ['ai] « il y a », ley ['lei] « loi », hoy ['oi] « aujourd'hui », causa ['kausa] « cause », deuda ['deuða] « dette »
- italien : mai ['mai] « jamais », sei ['sɛi] « six », lei ['lei] « elle », poi ['pɔi] « puis », noi ['noi] « nous », aura ['aura] « brise », euro ['ɛuro] « euro », leucemia [leut͡ʃe'mia] « leucémie »
- occitan : paire ['pajre] « père », pèira ['pɛjrɔ] « pierre », lei ['lej] « loi », còire ['kɔjre] « cuire », taula ['tawlɔ] « table », nèu ['nɛw] « neige », beure ['bewre] « boire », nòu ['nɔw] « neuf, nouveau »
- breton : eil ['ɛil] « deuxième », paour ['pɔur] « pauvre », glav ['glau] « pluie », bev ['beu] « vivant »
- gallois : dail ['dail] « feuillage », ceir ['kəir] « voitures », troi ['trɔi] « tourner », llaeth ['ɬɑːɨθ] « lait », haul ['haɨl] « soleil », teyrn ['təɨrn] « souverain », oer ['ɔɨr] « froid », mawr ['maur] « grand », tew ['tɛu] « épais », trowch ['trɔux] « tournez »
- gaélique irlandais : adharc ['əiɾkˠ] « corne », gabhar ['gˠəʊɾˠ] « chèvre »
- finnois : nainen ['nɑinen] « femme », heinä ['heinæ] « foin », poika ['poikɑ] « garçon, fils », päivä ['pæiʋæ] « jour », söin ['søin] « je mangeais », rauta ['rɑutɑ] « fer », seura ['seurɑ] « société », koulu ['koulu] « école », täysi ['tæysi] « plein », köyhä ['køyhæ] « pauvre »
- mandarin standard : 白 bái [paɪ˧˥] « blanc », 北 běi [peɪ˧˨˩˦] « nord », 好 hǎo [xɑʊ˧˨˩˦] « bon », 口 kǒu [kʰɤʊ˧˨˩˦] « bouche »
- wallon : mai [mai] « mai », måy [ma :i] « jamais », poye [pɔi] « poule », sôye [so :i] « scie », oûye [u :i]« œil », lèy [lεi] « elle », vèye [vεi] « vie », gueuye [gØ :i] « gueule », cawe [kaw] « queue », sprew [sprεw] « étourneau ».

### Ouvrante

Diphtongues ouvrantes du thaï.

Une diphtongue est dite ouvrante quand son degré d'aperture s'accroît au cours de son émission : la position de départ est relativement plus fermée, la position d'arrivée relativement plus ouverte.
Exemples :
- espagnol : piedra [ˈpjeðɾa] « pierre », fuego [ˈfweɣo] « feu »
- italien : pietra [ˈpjɛtra] « pierre », fuoco [ˈfwɔko] « feu »
- occitan : lièch [ˈljɛt͡ʃ] « lit », puèg [ˈpɥɛt͡ʃ] « colline »
- roumain : seară [ˈsearə] « soir », poartă [ˈpoartə] « porte »
- breton : koad [ˈkwɑːt] « bois », boued [ˈbweːt] « nourriture »
- slovaque : piaty [ˈpiati] « cinquième », hviezda [ˈɦʋiɛzda] « étoile », kôň [ˈkuɔɲ] « cheval »
- finnois : kieli [ˈkieli] « langue » , luokka [ˈluokːɑ] « classe », yö [ˈyø] « nuit »
- mandarin standard : 亮 liàng [liɑŋ˥˩] « brillant », 切 qiē [t͡ɕʰiɛ˥] « couper », 光 guāng [kuɑŋ˥] « lumière », 国 guó [kuo˧˥] « pays », 月 yuè [ˈyɛ˥˩] « lune, mois »
- wallon : pwèrter [pwεrte] « porter », cwèsse [kwεs] « côte (viande) », bièsse [biεs] « bête »

### Centralisante

Diphtongues centralisantes de l'anglais cockney.

Une diphtongue est dite centralisante ou centripète quand son articulation varie en direction de la voyelle moyenne centrale [ə]. Exemples :
- alémanique : lieb [ˈlɪəp] « cher, chéri », guet [ˈgʊət] « bon, bien », grüen [ˈgrʏən] « vert »
- anglais (Received Pronunciation) : beer [ˈbɪə] « bière », fair [ˈfɛə] « foire », poor [ˈpʊə] « pauvre »
- frison occidental : stien [ˈstiən] « pierre », beam [ˈbɪəm] « arbre », foet [ˈfuət] « pied », doas [ˈdoəs] « boîte », nuet [ˈnyət] « domestique, apprivoisé », freon [ˈfrøən] « ami »
- gaélique irlandais : fiach [ˈfʲiəx] « corbeau », tuath [ˈtˠuə] « nord »
- vietnamien : mía [miə˧˦] « canne à sucre », nước [nɨək˧˥] « eau », thua [tʰuə˧˧] « perdre »

### Harmonique
Certaines diphtongues varient essentiellement selon leur point d'articulation sans que leur degré d'aperture ne se modifie beaucoup pendant leur émission. On en rencontre par exemple en vieil anglais, domaine dans lequel elles sont parfois dites harmoniques (harmonic ou height-harmonic diphthongs) : read [ˈræːɑd] « rouge », leof [ˈleːof] « cher, chéri ».
Autres exemples :
- néerlandais : nieuw [ˈniʊ] « nouveau, neuf », duw [ˈdyʊ] « poussée », moeite [ˈmuɪtə] « effort »
- occitan : coire [ˈkujre] « cuivre », lingüista [liŋ'gwistɔ] « linguiste », riu [ˈriw] « rivière »,
- breton : skuizh [ˈskɥiːs] ~ [ˈskɥiːx] « fatigué », liv [ˈliu] « couleur »
- gallois : bwyd [ˈbʊɨd] « nourriture », niwl [ˈnɪul] « brume », buwch [ˈbɨux] « vache »
- finnois : kuiva ['kuiʋɑ] « sec », hyinen ['hyinen] « glacial », tiukka [ˈtiukːɑ] « tendu »
- mandarin standard : 穷 qióng [t͡ɕʰiʊŋ] « pauvre »

### Descendante
Une diphtongue est dite descendante quand elle est accentuée sur le premier élément : le timbre de départ est plus nettement perceptible que celui d'arrivée. C'est très généralement le cas des diphtongues fermantes et centralisantes.

### Ascendante
Une diphtongue est dite ascendante quand elle est accentuée sur le second élément : le timbre d'arrivée est plus nettement perceptible que celui de départ.
Les diphtongues ouvrantes sont souvent ascendantes : c'est ainsi le cas des ie, ue de l'espagnol, des ie, uo de l'italien, des ea, oa du roumain, répertoriées plus haut. Mais ce n'est pas systématique : les diphtongues ouvrantes ie, uo, yö du finnois sont ouvrantes mais descendantes.

### Décroissante
Le terme de diphtongue décroissante s'applique selon les auteurs à ce qui a été défini plus haut soit comme diphtongue fermante, soit comme diphtongue descendante. Cette ambiguïté pose rarement problème dans la mesure où les deux caractéristiques vont le plus souvent ensemble.

### Croissante
Le terme de diphtongue croissante s'applique selon les auteurs à ce qui a été défini plus haut soit comme diphtongue ouvrante, soit comme diphtongue ascendante. Comme vu plus haut, ces deux caractéristiques sont souvent liées, mais il y a des exceptions.

## Origine des diphtongues
Les processus qui conduisent à l'apparition (ou à la modification) des diphtongues sont principalement étudiés par les phonéticiens car ils ont le plus souvent une dynamique phonétique. Toutefois cette apparition aura des conséquences tôt ou tard sur le système phonologique.
En théorie, il existe trois origines possibles pour une diphtongue : l'évolution d'une ancienne diphtongue, la diphtongaison et la coalescence de deux phonèmes.
Par ailleurs il est logique dans cette recherche d'étudier symétriquement le sort des diphtongues qui disparaissent.

### Évolution d'une ancienne diphtongue
Une diphtongue actuelle d'une langue peut tout simplement venir d'une ancienne diphtongue (ou triphtongue) dont la prononciation se sera modifiée, soit au point de départ, soit au point d'arrivée, soit aux deux.

### Diphtongaison d'une voyelle
L'autre source bien documentée est la diphtongaison, qui est l'obtention d'une diphtongue à partir d'une ancienne monophtongue, souvent sous l'influence de l'accent tonique ou du voisinage. Ce n'est donc pas forcément le phonème dans toutes ses occurrences qui subit le changement, comme dans une évolution régulière, mais seulement certaines de ses occurrences. À cause de ces facteurs déterminants, des mots de même radical peuvent être touchés ou non par la diphtongaison d'une de leur voyelle selon leur morphologie (en fait la voyelle aura plusieurs allophones dans un premier temps). Dans le phénomène connu en langue française comme l'alternance vocalique, on trouve le résultat (encore visible dans l'écriture) de l'ancienne diphtongaison française qui a affecté différemment des mots de même souche comme : meule / molaire / moudre. On voit qu'un processus, phonétique au départ, a abouti à l'apparition dans ces mots de phonèmes séparés aujourd'hui. L'aboutissement diachronique de la diphtongaison, un processus phonétique, peut donc ensuite être observé synchroniquement, par la comparaison des différents avatars de la racine originelle, aussi bien phonétiquement que phonologiquement.
La diphtongaison, cette évolution d'une monophtongue ancestrale en monophtongue(s) actuelle(s) d'une part (semblable ou non dans sa prononciation à celle d'origine) et/ou en diphtongue(s) d'autre part peut-être observée :
- soit à l'intérieur d'une même langue, comme on vient de le voir, selon les mots ;
- soit entre phonèmes apparentés de deux langues sœurs (sol/suelo, bon/bueno fait penser à une diphtongaison en espagnol d'un phonème qui est resté une monophtongue en français) ;
- soit parallèlement entre deux langues pour la même racine variable (ainsi il est intéressant d'observer que l'alternance vocalique du verbe « pouvoir » en français ressemble à celle du verbe « poder » en espagnol).

#### Cas des langues romanes
Le latin classique connaissait quatre diphtongues. La première, notée ae comme dans caelum (graphié ai en latin archaïque), était prononcée [ae̯]. La deuxième, notée au comme dans aurum, se prononçait [au̯]. La troisième, notée oe comme dans poena, se lisait [oe̯]. La quatrième, qui ne concernait qu'un très petit nombre de mots, était notée eu comme dans reum et se prononçait [eu̯]. Par la suite, les trois premières se sont monophtonguées : respectivement en [ɛ], [ɔ] et [e] (la diphtongue au s'est cependant conservée en roumain et dans certains dialectes occitans). La dernière a simplement disparu avec le peu de termes qu'elle concernait. Dans tous les cas, il est aujourd'hui couramment admis que le latin tardif ne connaissait plus la diphtongaison.
Par ailleurs, le vocalisme du latin classique reposait également sur une opposition de longueur, et la voyelle, selon qu'elle était longue ou brève, pouvait produire deux phonèmes distincts. Lorsque le latin a évolué, ce trait s'est affaibli puis a fini par disparaître totalement lors du passage aux différentes langues romanes. Dès le IIIe siècle, le grammairien Sacerdos faisait déjà des remarques en ce sens, du moins pour la seule syllabe finale des mots, dont la voyelle avait tendance à être systématiquement abrégée (et n'acceptait donc plus de facto l'opposition de longueur). Au Ve siècle, le phénomène finit par toucher toutes les syllabes du mot, et le grammairien Sergius pouvait écrire : Syllabas natura longas difficile est scire ("Il est difficile de savoir quelles sont les syllabes longues par nature"). D'un système qui comptait dix voyelles monophtongales (ă, ā, ĕ, ē, ĭ, ī, ŏ, ō, ŭ, ū), voire onze dans le discours soutenu (avec le Y exogène prononcé [y], mais très vite assimilé phonétiquement au I par les classes populaires), on passe donc théoriquement à un système qui en compte cinq : a, e, i, o, u (dans les faits, la chose est plus complexe, car des différences nouvelles de timbre sont apparues ou sont devenues pertinentes dans certaines régions, telles [o]/[ɔ] ou [e]/[ɛ], etc.). Si l'on ajoute à ce bilan la chute des diphtongues d'époque classique évoquée ci-dessus, on ne peut que constater l'appauvrissement profond du vocalisme du latin tardif, tout au moins dans sa variante vulgaire.
Pour compenser toutes ces pertes, qui, accompagnée de la progressive disparition des déclinaisons, entraînait la création de nombreux homonymes, les langues romanes naissantes ont eu recours à de nouvelles oppositions vocaliques variées qui, pour certaines d'entre elles, reposaient sur la diphtongaison.
L'ancien français notamment, fut plus particulièrement sujet à ce phénomène que les autres langues romanes. D'une part parce que l'usure phonétique, plus avancée, entraînait davantage de confusions homonymiques, mais également du fait de l'impact phonétique des langues germaniques, très fort dans les contrées de langues d'oïl. Ainsi l'ancien français regorge-t-il de mots comprenant des voyelles diphtonguées ou triphtonguées, citons par exemple : cuer, beaus, chievre, faire, mou, paroi, moins, graindre, etc. Au XIIe siècle, le vocalisme de l'ancien français atteignit son apogée, avec 34 sons vocaliques, dont 12 diphtongues orales, 5 diphtongues nasales et 3 triphtongues. Mais ce système était une richesse mal exploitée, qui n'offrait pas assez de rendement sémantique. Inexorablement, il était condamné à se réduire peu à peu. Les diphtongues ont ainsi été assimilées à de simples monophtongues déjà existantes (ai → [ɛ]) ou en ont créé de nouvelles (ue, eu → [œ], [ø]). Et si l'orthographe française moderne en a largement conservé la trace, la diphtongue a bel et bien disparu du français contemporain (un débat existe cependant à propos de oi et oin, cf. ci-dessous). Ce trait est d'autant plus marquant que d'autres langues romanes, chez lesquelles le processus de diphtongaison fut pourtant bien moins important, ont conservé le phénomène jusqu'à aujourd'hui. C'est le cas, par exemple, de l'espagnol (fuego < FOCU(M) ; tiempo < TEMPU(M), etc.) ou de l'italien (fuoco < FOCU(M) ; pietra < PETRA(M), etc.).
Selon les régions de la Romania, le processus de diphtongaison ne fut donc pas le même. Ainsi, les /e/ et /o/ toniques brefs, devenues indiscernables de leurs homologues longues après la perte de pertinence de la quantité vocalique du latin classique, diphtonguent en /je/ et /we/ dans le cas des syllabes ouvertes (c'est-à-dire terminées par une voyelle) en français et en italien, tandis qu'elles diphtonguent indépendamment de la forme syllabique en espagnol. Dans le cas d'autres langues romanes comme le portugais et le catalan, ces voyelles se maintiennent. Ceci contribue à expliquer le fait que le système phonologique de l'espagnol ne renferme que 5 voyelles et non 7, comme c'est le cas de la plupart des autres langues romanes italo-occidentales (l'opposition monophtongue/diphtongue jouant le rôle d'une nouvelle et pleine opposition vocalique en espagnol),,.
| Diphtongaison des syllabes ouvertes et fermées dans les langues romanes italo-occidentales | Diphtongaison des syllabes ouvertes et fermées dans les langues romanes italo-occidentales | Diphtongaison des syllabes ouvertes et fermées dans les langues romanes italo-occidentales | Diphtongaison des syllabes ouvertes et fermées dans les langues romanes italo-occidentales | Diphtongaison des syllabes ouvertes et fermées dans les langues romanes italo-occidentales | Diphtongaison des syllabes ouvertes et fermées dans les langues romanes italo-occidentales | Diphtongaison des syllabes ouvertes et fermées dans les langues romanes italo-occidentales | Diphtongaison des syllabes ouvertes et fermées dans les langues romanes italo-occidentales | Diphtongaison des syllabes ouvertes et fermées dans les langues romanes italo-occidentales |
| Structure syllabique                                                                       | Latin                                                                                      | Italien                                                                                    | Français                                                                                   | Occitan                                                                                    | Catalan                                                                                    | Castillan                                                                                  | Portugais                                                                                  | Wallon                                                                                     |
| ------------------------------------------------------------------------------------------ | ------------------------------------------------------------------------------------------ | ------------------------------------------------------------------------------------------ | ------------------------------------------------------------------------------------------ | ------------------------------------------------------------------------------------------ | ------------------------------------------------------------------------------------------ | ------------------------------------------------------------------------------------------ | ------------------------------------------------------------------------------------------ | ------------------------------------------------------------------------------------------ |
| Syllabe ouverte                                                                            | petram, focum                                                                              | pietra, fuoco                                                                              | pierre, feu                                                                                | pèira, fuòc                                                                                | pedra, foc                                                                                 | piedra, fuego                                                                              | pedra, fogo                                                                                | pîre, feû                                                                                  |
| Syllabe fermée                                                                             | festam, portam                                                                             | festa, porta                                                                               | fête, porte                                                                                | fèsta, pòrta                                                                               | festa, porta                                                                               | fiesta, puerta                                                                             | festa, porta                                                                               | fiesse, pwète                                                                              |

Deux remarques concernant le wallon: dans pîre , le î est issu du lat. e, comme dans pedem > pî, vetulu > vî , medu > mî (hydromel), etc.
Le mot feû est issu de fo(c)u, comme seû de so(l)u, djeû de jǒ(c)u , leû de lu(p)u,, etc., notamment toutes les finales en -oriu, rasoriu > rèzeû.
La voyelle eu, absente du latin, est une des solutions apportées par le wallon aux hiatus résultant des amuïssements consonantiques. D'autres solutions compatibles avec elle sont l'utilisation de glides (y, h, w ), comme le wallon de Verviers, avec un sens légèrement différent : fo(c)u > fouyå ou fouwå, feu en plein air.
Le français connaît aussi les mots foyer et feu qui coexistent !

### Diphtongues par coalescence
Une troisième source possible serait la coalescence de deux phonèmes, pas forcément deux voyelles d'ailleurs, qui se systématiserait au point qu'ils finissent par devenir inséparables, formant ainsi une nouvelle unité phonologique.

## Existence des diphtongues en français moderne
L'existence des diphtongues en français moderne peut faire l'objet de deux analyses divergentes, selon le point de vue adopté (plutôt phonétique ou plutôt phonologique) et de la francophonie envisagée (phénomène de diphtongaison, notamment au Québec). Ces points de vue apparemment contradictoires tiennent avant tout à la définition exacte qui est donnée aux deux termes employés :
- français moderne (norme générale en usage ou variantes régionales, créolisées ou historiques)
- à la notion de « diphtongue » en elle-même.

### Position usuelle, traditionnelle et dominante
Selon la définition communément admise et qui est reprise dans tous les ouvrages usuels : « Les diphtongues n'existent plus en français moderne. » Les mêmes sources font le constat suivant : « En français, ni les voyelles en hiatus (exemple : chaos), ni les successions voyelle/semi-consonne (exemple : travail), ni les successions semi-consonne/voyelle (exemple : oui) ne sont des diphtongues. »
Le français moderne n'a plus de diphtongues : les groupes de phonèmes notés par ie dans pied, [je], ui dans nuit, [ɥi], oi dans fois, [wa], sont bel et bien des séquences semi-consonne + voyelle. Il ne faut pas confondre les digrammes (deux voyelles écrites à la suite) et les véritables diphtongues. L'ancien français comptait cependant des diphtongues, dont la trace subsiste dans l'orthographe moderne : par exemple dans fleur ou haut.
Plusieurs variétés du français québécois contiennent des diphtongues : fête se prononce parfois [faɛ̯t], porc se prononce parfois [pɑɔ̯ʁ].
Cette position est également confirmée par de nombreuses sources secondaires.

### Une théorie concurrente
La position traditionnelle sur les diphtongues du français semble venir d'une approche essentiellement phonétique directement transposée sur le plan phonématique. Étant donné qu'il n'est pas interdit en phonétique d'utiliser plusieurs graphèmes pour affiner la description d'un phénomène sonore, alors si une phonation glissante a, tant comme point de départ que comme point d'arrivée d'autres phones déjà connus par la langue, on aura tendance à la noter phonétiquement par les mêmes signes que les phones simples de la langue quitte à utiliser ou introduire des semi-consonnes (c'est-à-dire l'idée que certaines voyelles sont en fait utilisées localement comme des consonnes). Cette notation par plusieurs graphèmes entre crochets aura naturellement tendance à se reporter dans la notation phonématique entre barres obliques, si on saute l'étape de l'examen phonématique notamment. Étant donné le problème inhérent à la notation phonématique soulevé plus haut, la notation obtenue, du fait de la règle « un symbole = un phonème » sera automatiquement interprétée à rebours comme une suite de deux phonèmes.
Différents arguments sont en faveur de cette théorie.

#### Publications
Il faut déjà tenir compte de l'abondante littérature sur la diphtongaison dans les français régionaux ou dans un contexte bilingue,,,.
Les sites qui retracent l'évolution des anciennes diphtongaisons du français ne diagnostiquent pas tous l'extinction complète des diphtongues obtenues,. Au moins une publication fait référence au sort fait au Québec à une diphtongue prise ailleurs.

#### Analyse
L'analyse d'un complexe par des semi-voyelles ne semble pas contradictoire avec l'existence d'une diphtongue puisqu'apparemment ce cas est prévu dans la définition de la semi-voyelle[réf. nécessaire].

##### Étude du mot «roi»
Le mot roi est cité comme exemple de diphtongue sur la page en anglais de cet article. Écrivons le phonétiquement [ʁwa] et écrivons le phonologiquement /ʁwa/ conformément à la théorie dominante en vigueur.
- Si, par hypothèse de travail, on considère qu'il n'y a que deux phonèmes seulement /ʁ/+/wa/, on constate que la césure entre le r et le w permet de nombreuses substitutions (on écrira directement un des homonymes obtenus en orthographe conventionnelle). 
Ainsi en substituant une autre lettre au r on obtient : poids, moi, toi, loi, doigt, soi, bois, coi, foi, oie, joie, quoi, noix, voix. Chaque paire de mots ainsi construite constitue une paire minimale nécessaire à l'identification d'un phonème. De même si on remplace le [wa] par une autre voyelle on obtient : rat, ré, rai, riz, rot, roux, rue, rein, rond, rend. Ici encore chaque paire de mots ainsi construite constitue une paire minimale.
- Si maintenant on considère qu'il y a bien trois phonèmes comme la théorie dominante l'affirme, on doit pouvoir obtenir une paire minimale en coupant entre le /w/ et le /a/. On constate qu'on trouve difficilement une consonne à substituer au /w/ sauf à considérer r(e)pas comme admissible. On obtient quelques résultats en lui substituant une voyelle : rhéa, ria, rua, roua[N 5]. Enfin si on veut substituer au /a/ une autre voyelle, la liste obtenue est également très limitée : roué, rouet[N 6].

Si le [wa] est composé de deux phonèmes comme le veut la théorie dominante, nous avons donc le /w/ et le /a/ soit une semi-voyelle suivie d’une voyelle. Cette semi-voyelle devrait avoir en français un comportement autonome, permettant une libre association avec les autres voyelles et consonnes. C'est loin d'être le cas comme on vient de le voir.
Un autre argument est étymologique : roi dérive du latin rēgem, où ē est une voyelle longue et, surtout, accentuée en latin. On note le même phénomène pour lēgem (loi), fides (foi), quietus (coi), habere (avoir), videre (voir), où chaque fois le phonème [wa] prend la place de la voyelle accentuée en latin.

##### Étude de la famille du mottrois
Considérons la liste des mots : trente, treize, tricycle, triporteur, trépigner, tiers et tierce. On voit que si le mot trois débutait par trois consonnes, il serait le seul de sa famille à posséder un phonème /w/ dans sa racine /tʁw/+(voyelle). Les autres mots sont formés uniquement de /tʁ/+(voyelle), voire /t/+(voyelle) dans certains cas. Trois [tʁwɑ] reste différent de troua [tʁua] quand bien même la semi-consonne [w] est généralement décrite comme une simple forme du phonème /u/.

##### Comparaison du mottroisavec ses cousins
Nous avons tres en espagnol et tre en italien pour la famille romane ainsi que three en anglais et drei en allemand pour la famille germanique. Dans aucune de ces langues n'apparaît la trace d’un pareil phonème W mais leur structure bien reconnaissable est plutôt (dentale) + R + voyelle(s) comme en français.

##### Comportement en initiale du complexe [wa]
Quand le complexe [wa] est placé en initiale, on remarque que les mots traditionnels se comportent comme s'il débutaient par une voyelle, c'est-à-dire qu'ils font l'objet d'une liaison, comme dans « les oiseaux » alors que les mots exogènes comme wapiti, water ou ouistiti ne sont jamais liés. Cela corrobore l'idée que dans les mots traditionnels, ce [wa] dont on sait qu'il est bien l'aboutissement d'une diphtongaison, est toujours un phonème unique, par opposition au comportement des mots empruntés, dans lesquels /w/+/a/ se comporte en revanche comme deux phonèmes dont le premier, une consonne (ou une semi-consonne) ne peut être liée.

#### Point de vue phonologique et lexical
On constate que, du point de vue phonologique, le digramme <oi> paraît bien noter une diphtongue en français car cette hypothèse est une explication beaucoup plus économique que celle en faisant deux phonèmes. Cette position est également corroborée par l'étude lexicale et la comparaison des langues apparentées. Enfin, d'autres phonèmes que /wa/, comme ceux qui sont proposés comme diphtongues sur la page en anglais, peuvent être testés de la même manière.